# Yermín Mercedes
Yermin Francisco Mercedes (nacido el 14 de febrero de 1993) es un receptor de béisbol profesional dominicano de los Saraperos de Saltillo de la Liga Mexicana de Beisbol. Hizo su debut en la MLB en 2020; el 2 de julio de 2021 fue enviado a las Ligas Menores Triple A en Charlotte. Su apodo es "El Yermín-ator".

## Carrera profesional

### Nacionales de Washington
Mercedes firmó como agente libre internacional con los Washington Nationals el 3 de marzo de 2011. Pasó las temporadas 2011, 2012 y 2013 con los DSL Nationals y fue liberado después de la temporada 2013.

### Ligas Independientes
Mercedes pasó la temporada 2014 en el béisbol independiente. Jugó para los Douglas Diablos y los White Sands Pupfish de la Pecos League , y para los San Angelo Colts de la United League Baseball. en 2014 entre los tres equipos bateó .385 / .424 / .701 con 17 jonrones.

### Orioles de Baltimore
Firmó un contrato de ligas menores con los Orioles de Baltimore después de la temporada 2014. Pasó la temporada 2015 con los Delmarva Shorebirds , bateando .272 / .302 / .456 / .758 con 8 jonrones y 42 carreras impulsadas.
Dividió la temporada 2016 entre Delmarva y los Frederick Keys , bateando un combinado de .345 / .404 / .570 / .974 con 20 jonrones y 77 carreras impulsadas. Mercedes dividió la temporada 2017 entre Frederick y Bowie Baysox , bateando un combinado de .276 / .340 / .455 / .795 con 16 jonrones y 62 carreras impulsadas.

### Chicago White Sox
Mercedes fue seleccionado por los Chicago White Sox en la parte de ligas menores del draft de la Regla 5 de 2017. Pasó la temporada 2018 con Winston-Salem Dash , bateando .289 / .362 / .478 / .840 con 14 jonrones y 64 carreras impulsadas.
Dividió la temporada 2019 entre los Birmingham Barons y los Charlotte Knights, combinándose para batear .317 /.388 /.581 /.968 con 23 jonrones y 80 carreras impulsadas. Los White Sox agregaron a Mercedes a su lista de 40 hombres luego de la temporada 2019.
El 1 de agosto de 2020, Mercedes fue convocado a las Grandes Ligas. Hizo su debut en la MLB al día siguiente como bateador emergente , derribando en su única aparición en el plato.
Mercedes registró el primer hit de su carrera en las Grandes Ligas el 2 de abril de 2021, cuando conectó un sencillo contra los Angelinos de Los Ángeles . En el mismo juego, se convirtió en el primer jugador en la historia de los Chicago White Sox en registrar cinco hits en su primera apertura en las Grandes Ligas. Al día siguiente, Mercedes tuvo hits en sus primeros tres turnos al bate, convirtiéndose en el primer jugador desde al menos 1900 en comenzar una temporada con ocho hits consecutivos. El 5 de abril, Mercedes fue nombrado Jugador de la Semana de la Liga Americana después de ir 9 de 14 con un OPS de 1.643, un promedio de .643 y 6 carreras impulsadas. El 19 de abril de 2021, Mercedes hizo su primera aparición como lanzador durante un juego contra los Red Sox.
El 21 de julio, Mercedes anunció que se tomará una licencia indefinida del béisbol profesional a través de su cuenta de Instagram. Al día siguiente, Mercedes regresó a Charlotte.
El 4 de abril del 2022, Mercedes fue incluido en la lista de lesionados debido a una lesión en la mano izquierda y que sufrió durante el Spring Training.

### Gigantes de San Francisco
El 18 de julio del 2022 los Gigantes del San Francisco reclamaron a Yermin Mercedes de la lista de transferible de los Medias Blancas y lo enviaron a Triple-A con los Sacramento River Cats. Yermin, mantendrá el mismo contrato que poseía al llegar a Chicago White Sox.

## Vida personal
Mercedes y su esposa, Alejandra, se casaron en 2020.